# Myza
Myza är ett litet fågelsläkte i familjen honungsfåglar inom ordningen tättingar. Släktet omfattar endast två arter som förekommer på Sulawesi i Indonesien:
- Mörkörad honungsfågel (M. celebensis)
- Ljusörad honungsfågel (M. sarasinorum)